# هارتوال
هارتوال (انگلیسی: Hartwall) شرکت صنایع غذایی فنلاندی است، که در سال ۱۸۳۶ تأسیس شد.